# 25162 Beckage
25162 Beckage è un asteroide della fascia principale. Scoperto nel 1998, presenta un'orbita caratterizzata da un semiasse maggiore pari a 2,4204535 UA e da un'eccentricità di 0,2010039, inclinata di 3,20386° rispetto all'eclittica.